# Zwammerdam
Zwammerdam je vas v nizozemski provinci Južna Holandija ob reki Stari Ren  (Oude Rijn). Je del občine Alphen aan den Rijn in leži približno 6 km jugovzhodno od Alphen aan de Rijn. 

## Zgodovina
Stari Rimljani so zgradili trdnjavo (castrum) Nigrum Pullum kot del obrambnega sistema severne meje Rimskega cesarstva (Limes Germanicus) blizu današnjega Zwammerdama. 
Kasneje se je kraj imenoval Suadenburcherdam, po jezu v Suadenburgu, ki ga je na reki Ren leta 1165 zgradil holandski grof Floris III., da bi preprečil poplavljanje Rena, ki ga je povzročilo zamuljenje izliva Rena v Severno morje. Jez je blokiral dotok vode z območja gorvodno, ki je bilo zunaj Holandije, kjer je vladal nemški kralj Friderik 'Barbarossa'. Voda je bila zdaj na utrechtski strani jezu, kar je povzročilo poplave in tamkajšnji prebivalci so se pritožili svojemu kralju. Ta je holandskemu grofu ukazal, da naj odstrani jez; sklenjen je bil kompromis, jez je ostal z odprtino, ki se je ob oseki odprla, da je lahko voda tekla skozi. To je eden prvih vodovodnih objektov na Nizozemskem, ki je namenjen nadregionalnemu upravljanju voda.
V katastrofalnem letu 1672, v obdobju decembrskih zmrzali, je 9000 mož francoske vojske, ki ji je poveljeval maršal François-Henri de Montmorency-Luxembourg, vkorakalo v kraj in morilo ter ropalo naselje.
V sedemdesetih letih 20. stoletja so med temeljnimi deli za gradnjo novega oskrbovalnega bivališča našli ostanke lesenih ladij iz rimskega obdobja.  Obsežna arheološka izkopavanja so odkrila šest ladij različnih velikosti, znanih kot Schepen van Zwammerdam, ki so zdaj razstavljene v bližnjem muzeju na prostem Archeon.  
Leta 2020 je imela vas Zwammerdam 1850 prebivalcev. Pozidano območje mesta je bilo 62 km² in je obsegalo 484 prebivališč. Statistično območje "Zwammerdam", ki vključuje tudi okoliško podeželje, ima okoli 1810 prebivalcev.
Zwammerdam je bil ločena občina do leta 1964, ko je bil razdeljen med Alphen aan den Rijn in Bodegraven.

## Galerija
- Kerklaan
- Vetrnica za črpanje vode
- Stari Ren pri Zwammerdamu
- Castrum Nigrum Pullum, umetniška impresija Stevie Xinasa
- Izkopavanje antične rimske ladje 1973
- Francoska grozodejstva nad prebivalci Bodegravena in Zwammerdama, 1672
- Mlin na veter v Zwammerdamu